# Степановская (Алмозерское сельское поселение)
Степановская — деревня в Вытегорском районе Вологодской области.
Входит в состав Алмозерского сельского поселения (с 1 января 2006 года по 9 апреля 2009 года входила в Семёновское сельское поселение), с точки зрения административно-территориального деления — в Семёновский сельсовет.
Расположена на правом берегу реки Кочкомручей. Расстояние до районного центра Вытегры по автодороге — 76,6 км, до центра муниципального образования посёлка Волоков Мост  по прямой — 26 км. Ближайшие населённые пункты — Еремеевская, Ивановская, Койбино.
По переписи 2002 года население — 1 человек.